# Joseph-Marie Le Mené
Pour les articles homonymes, voir Le Méné.
Joseph-Marie Le Mené, né le 21 mars 1831 à Saint-Nolff dans le Morbihan et mort en 1923 à Vannes est un chanoine et historien local français.

## Biographie
Joseph-Marie Le Mené est né le 21 mars 1831 à Kerboulard dans la commune de Saint-Nolff dans le Morbihan,,. Il est d'origine modeste, son père est forgeron.

### Prêtre vannetais
Il entre au grand séminaire de Vannes en 1851 et est ordonné prêtre en 1855,. En 1860, il part en pèlerinage à Rome, pour voir le pape,, ce qui montre ses opinions ultramontaines. Il est professeur au séminaire de Vannes, puis secrétaire général de l'évêché en 1861,,. 
Il fonde en 1868 La Semaine Religieuse du diocèse de Vannes, qu'il dirige jusqu'en 1880. Il est nommé chanoine titulaire de la cathédrale en 1872, doyen du chapitre en 1891,, puis vicaire général honoraire en 1898. À partir de 1872, son canonicat lui permet de se consacrer à ses travaux historiques,, dont la qualité est reconnue. Il n'a jamais été ni vicaire ni curé d'une paroisse.
L'évêque de Vannes Jean-Marie Bécel fait appel à lui pour rédiger, à l'attention des prêtres, catéchistes et instituteurs, une explication du nouveau catéchisme diocésain publié en 1881. La version en breton de ce livre paraît en 1882, celle en français l'année suivante.

### Historien vannetais
En 1872, il devient membre de la société polymathique du Morbihan, qu'il préside,, cinq fois, en 1879, 1888, 1897, 1902 et 1908 avant d'en devenir président d'honneur en 1911, alors que sa vue commence à beaucoup baisser. Il est conservateur du musée archéologique de Vannes à partir de 1880,,, jusqu'en 1910. Au début de l'année 1881, il publie un Catalogue du musée archéologique de Vannes. Le musée est ouvert au public à partir de 1888, deux heures par semaine. Il organise des fouilles archéologiques et collecte des objets pour le musée.
Il classe les archives du diocèse et fréquente assidûment les archives départementales. Entre 1873 et 1914, il publie 79 articles dans le Bulletin de la société polymathique du Morbihan,, presque chaque année. Ses articles décrivent des fouilles archéologiques, des objets d'art et des monuments, dressent des généalogies de familles seigneuriales et concernent surtout l'histoire religieuse, du diocèse et des congrégations religieuses. Estimant que ses écrits n'intéressent que les locaux et d'un naturel timide, il ne publie que quatre articles ailleurs qu'à Vannes, dans des publications bretonnes. 
Son but est d'écrire l'histoire du diocèse de Vannes et de ses composantes, les établissements religieux. Son Histoire du diocèse de Vannes paraît en 1888 pour le premier tome, qui part des origines et va jusqu'au concile de Trente et en 1889 pour le second, consacré à la période 1544-1887. Alors que ses articles sont précis, il omet ici les notes, les cotes d'archives et la bibliographie. L'évêque constitutionnel du Morbihan de 1791 à 1801, Charles Le Masle n'est pas recensé dans la table et qualifié d'« intrus ». Son livre est néanmoins clairement organisé et n'a pas été remplacé. 
En 1891 et en 1896, il publie en deux volumes une Histoire archéologique, féodale et religieuse des paroisses du diocèse de Vannes, qui compile des notices paroissiales au plan volontairement standard qu'il fait paraître auparavant dans La Semaine Religieuse du diocèse, corrigées par les recteurs des paroisses concernées. 
Au total, il écrit quatre ouvrages importants d'histoire de Vannes et de son diocèse,,. Ils sont devenus des classiques, même s'il reste peu connu en dehors de la Bretagne. Il publie ses livres à Vannes et ne cherche pas de renommée nationale.
Il meurt à Vannes le 17 avril 1923 ou le 17 novembre 1923. Il est enterré au cimetière de Boismoreau le 20 novembre 1923.

## Principales publications
- Catalogue du musée archéologique de Vannes, Vannes, Société polymathique du Morbihan, 1881, 72 p. (lire en ligne).
- (br) Explication ag er Katechim a escobty Guéned [« Explication du catéchisme du diocèse de Vannes »], Galles et Lafolye, 1882, 431 p.
- Explication du Catéchisme du diocèse de Vannes, Galles et Lafolye, 1883 (réimpr. 1890), 418 p.
- Histoire du diocèse de Vannes, t. I, Vannes, Eugène Lafolye, 1888, 537 p. (lire en ligne).
- Histoire du diocèse de Vannes, t. II, Vannes, Eugène Lafolye, 1889, 555 p. (lire en ligne).
- Histoire archéologique, féodale et religieuse des paroisses du diocèse de Vannes, t. I, Vannes, Galles, 1891 (réimpr. 1982, 1994), 552 p. (lire en ligne).
- Histoire archéologique, féodale et religieuse des paroisses du diocèse de Vannes, t. II, Vannes, Galles, 1896, 538 p. (lire en ligne).
- Topographie historique de Vannes, Vannes, Imprimerie Galles, 1897 (réimpr. 1913, 1925), 99 p. (lire en ligne).
- Évêché, chapitre, séminaire et collégiales du diocèse de Vannes, Vannes, Galles, 1902, 465 p.

#### Notices biographiques
- Roger Aubert, « Le Mené (Joseph-Marie) », dans Roger Aubert et Luc Courtois (dir.), Dictionnaire d'histoire et de géographie ecclésiastiques, vol. 31 : Le Couëdic-Licayrac, Paris, Letouzey et Ané, 2015, col. 403.
- Yves Forget, « Le Mené Joseph-Marie », dans Michel Lagrée (dir.), La Bretagne, Paris, Beauchesne, coll. « Dictionnaire du monde religieux dans la France contemporaine », 1990, 427 p. (ISBN 9782701012025, lire en ligne), p. 269-270.
- E. Martin, La vie et les œuvres de M. le chanoine Le Mené, ancien président d'honneur de la Société polymathique du Morbihan, Vannes, 1924.
- André Moisan, « Un érudit vannetais, le chanoine Joseph-Marie Le Mené (1831-1923) », Bulletin de la Société polymathique du Morbihan, t. 123,‎ 1997, p. 195-218 (lire en ligne).

#### Contexte
- Samuel Gicquel, Prêtres de Bretagne au XIXe siècle, Rennes, Presses universitaires de Rennes, coll. « Histoire », 2008, 312 p. (ISBN 978-2-7535-3116-1, DOI 10.4000/books.pur.3323, lire en ligne).